# Къркби ин Ашфийлд
Къркби ин Ашфийлд (на английски: Kirkby-in-Ashfield) е град в средната западна част на област (графство) Нотингамшър – Ийст Мидландс, Англия. Той е административен център на община Ашфийлд. Селището е част от агломерацията Голям Мансфийлд. Населението на града към 2001 година е 27 067 жители.

## География
Къркби ин Ашфийлд е разположен в югозападната част на урбанизираната територия Голям Мансфийлд в близост до границата с графство Дарбишър на запад. Пътната артерия Кингс Мил Роуд на север служи като делителна граница между селището и град Сътън ин Ашфийлд, който от своя страна в североизточна посока прилежи на околовръстното шосе на същинския град Мансфийлд. Най-големия град в графството – Нотингам се намира на около 15 километра южно от градчето, а столицата Лондон отстои на около 185 километра в южна посока.
На разстояние около 3 километра югозападно от Къркби преминава Магистрала М1 по транспортния коридор Лондон – Нортхамптън – Лестър – Нотингам – Шефийлд – Лийдс.

## Демография
Изменение на населението за период от две десетилетия 1981 – 2001 година:
| година    | 1981 | 1991   | 2001   |
| --------- | ---- | ------ | ------ |
| население | ---  | 27 014 | 27 067 |